# Verzenay
Verzenay település Franciaországban, Marne megyében. Lakosainak száma 999 fő (2022. január 1.). Verzenay Sillery, Beaumont-sur-Vesle, Mailly-Champagne, Prunay, Verzy és Val-de-Livre községekkel határos.

## Népesség
A település népessége az elmúlt években az alábbi módon változott:
| Lakosok száma | 1350 | 1175 | 1057 | 1076 | 1029 | 1051 | 1052 | 1047 | 1031 | 999  |
|               | 1968 | 1982 | 1990 | 2006 | 2013 | 2015 | 2017 | 2019 | 2020 | 2022 |